# Parosmia (noctuídeos)
Parosmia (Arctiidae) é um gênero de traça pertencente à família Arctiidae.